# Har Šchoret
Har Šchoret (hebrejsky: הר שחורת) je vrch o nadmořské výšce 586 metrů v jižním Izraeli, v pohoří Harej Ejlat.
Nachází se cca 8 kilometrů severozápadně od centra města Ejlat a cca 4 kilometry východně od mezistátní hranice mezi Izraelem a Egyptem. Má podobu výrazného odlesněného skalního masivu, jehož svahy na všechny strany prudce spadají do hlubokých údolí, jimiž protékají vádí. Na severní a východní straně je to vádí Nachal Šchoret, na jihu terén klesá do Nachal Roded. Okolní krajina je členěna četnými skalnatými vrchy. Na jihu je to Ma'ale Roded a Har Jedidja, na jihozápadě Har Jeho'achaz a na severovýchodě Har Amir. Pod svahy Har Šchoret prochází Izraelská stezka, jež nedaleko odtud na egyptské hranici končí.